# Viggo Dorph-Petersen
Pour les articles homonymes, voir Petersen.
Viggo Theodor Dorph-Petersen (Barfredshøj, 9 février 1851 - Perpignan, 23 juillet 1937) est un architecte danois actif dans les Pyrénées-Orientales (France) à la Belle Époque.

## Biographie
Né le 9 février 1851 à Barfredshøj, au Danemark, d'une famille nombreuse, il exerce la profession de charpentier et de menuisier jusqu'à ses vingt ans. Il est élève au Tekninsk Institut puis entreprend des études à Copenhague avec des architectes de renom comme Ove Petersen, Hans J. Holm. Plus tard il devient le collaborateur de Vilhelm Dahlerup (réalisation du Théâtre royal de Copenhague) et Vilhelm Friederichsen (hôpital Blegdam de Copenhague). Diplômé de l'Académie royale des Beaux Arts du Danemark en 1879, il vient parfaire son savoir à l'École des Beaux-Arts de Paris l'année suivante. Il y étudie les nouvelles méthodes de construction françaises : Vicat, Baltard... Un article publié en danois lors de ses 80 ans signale qu'il aurait également fréquenté l'atelier de l'architecte parisien Léon Ginain. Ce même article retrace les raisons de sa venue en Roussillon : Petersen dirige des travaux pour un cabinet d'architecture de Paris, où il se voit confier la construction d'un hôtel à Vernet les Bains (Pyrénées-Orientales). Sa première commande roussillonnaise date de 1883 mais son nom apparaît pour la première fois sur les registres des patentes en tant qu'architecte à Perpignan en 1886. Il s'installe en location à Perpignan. Montès, Mercader et Joseph Berthier ont été ses élèves. Il est le contemporain de Claudius Trénet, Léon Baille, Drogart, Vignol, Henri Sicart... 
« En 1923, il est nommé chevalier de l'ordre royal de Dannebrog, médaillé de la croix d'argent de Danenbtogmoredens-Hoederfitgen. Ces décorations lui valent l'honneur de dîner une fois l'an à la table du roi du Danemark, au château d'Amalienborg. En 1909, il est tout naturellement désigné vice consul du Danemark à Perpignan ». Petersen décède à l'âge de 87 ans dans son appartement perpignanais, le 23 juillet 1937. Il est enterré au cimetière de La Rochefoucauld en Charente, aux côtés de sa première épouse.

## Le style Petersen
Viggo-Dorph Petersen est l'architecte qui a marqué de façon caractéristique l'architecture bourgeoise de la Belle-Époque dans les Pyrénées-Orientales, conférant à ce territoire des airs de Bavière. À la fin du XIXe siècle et au début du XXe siècle, sa réputation et son talent établis, il devient la coqueluche d'une bourgeoisie décomplexée par l'embellie économique de cette « Fin de siècle ». « Moderniste par ses techniques et classique par le respect des règles de l'époque, la main de Petersen correspond bien à ce que veut la haute bourgeoisie de l'époque : afficher sa fortune et rêver aux temps jadis ».
Lorsqu'il entame sa carrière dans le département des Pyrénées-Orientales, il tire parti d'une période qui fait coexister en Roussillon, l'âge d'or des négociants et des industriels et celui de l'élargissement de Perpignan à la suite de la démolition des remparts nord de la ville. Un nouvel espace urbain s'ouvre où les architectes vont pouvoir donner libre cours à leur imagination. « L'austérité de la période précédente cède la place à une architecture d'une grande ambition monumentale témoignant d'une clientèle fortunée en quête d'une représentation sociale. Pour répondre à cette attente, les architectes se réapproprient des modèles historiques. C'est le cas d'une bonne partie de l'œuvre de Petersen, comme l'hôtel Gibrat, d'inspiration néo-renaissance avec des éléments néo-baroques ou encore le château d'Aubiry et l'hôtel Drancourt, suivant l'inspiration de la tradition palatiale française. Le style de Petersen s'inspire beaucoup de la tradition académique parisienne suivant les principes de l'École des Beaux Arts et considéré comme exemplaire de cette filiation stylistique ». Le château d'Aubiry a fait l'objet de plusieurs articles dans la revue La Construction moderne dans lesquels il est présenté comme un modèle d'adéquation de l'architecture palatiale aux besoins modernes. Petersen laisse ainsi exprimer tout son savoir-faire dans des créations raffinées et délicates. Il bâtit des demeures bourgeoises aux dimensions extravagantes, dont les clochetons travaillés, les tourelles élancées, les fenêtres longues et asymétriques, les bow-windows et les médaillons floraux en céramique forment de curieux, mais harmonieux, mélanges de styles qui tranchent avec les caractéristiques architecturales locales. Les matériaux utilisés dans ses réalisations étaient nobles : pierres de Charente (Angoulême) livrées par trains entiers pour le château d'Aubiry, marbre de Villefranche-de-Conflent, des Alpes, de Carrare, céramiques et carrelages espagnols et italiens... La plupart des fournisseurs de matériaux sélectionnés étaient des lauréats aux salons les plus cotés. Pour la décoration, des artistes de renom sont sollicités : les peintres Paul Gervais et Henri Perrault, le sculpteur et marbrier Marius Cantini, le décorateur parisien E. Lefèvre. Mais les chantiers de Petersen comptent également des artisans locaux compétents, qu'il s'agisse de maçons, serruriers, ferronniers, briquetiers...

## L'héritage archivistique
Comme l'indique son testament déposé chez Maître Montès, notaire à Perpignan , les archives de Petersen ont été léguées à son confrère et ami perpignanais, Henri Graell, architecte entre 1925 et 1970. Peu avant sa mort, dans un acte désespéré, ce dernier « détruit par le feu en une seule opération tous les calques de Petersen sous les yeux de son neveu. Ce dernier espèrera retrouver des plans pliés dans une autre maison appartenant à Graell, seuls des rouleaux auraient été consumés [...] Après le décès de Petersen, sa fille revient à Perpignan quelques jours pour liquider la succession et certainement les dossiers de son père contenus dans son cabinet » .. Ainsi, on comprend mieux la difficulté d'inventorier toutes ses réalisations, et pourquoi les traces de son œuvre sont aujourd'hui aussi diffuses. Malgré cet autodafé, des documents sont arrivés jusqu'à nous. Le fonds Petersen conservé par les Archives départementales des Pyrénées-Orientales a été acheté aux enchères au printemps 2011.

## Son œuvre

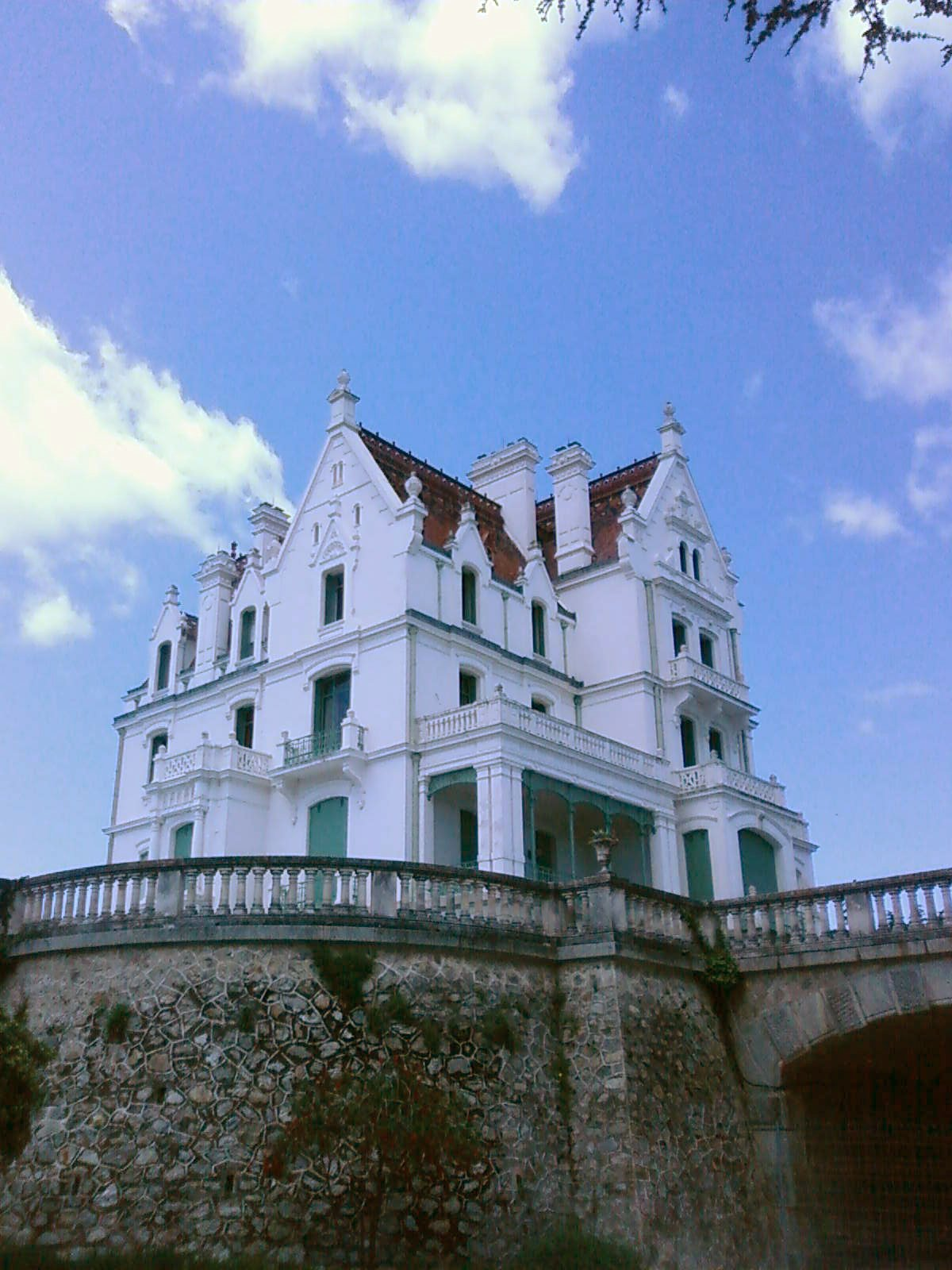
Le Château de Valmy à Argelès-sur-Mer.

Concernant son œuvre, c'est à l'industriel Pierre Bardou-Job que Viggo Dorph-Petersen donne la pleine mesure de son talent. Au début des années 1890, le richissime fondateur des papiers à cigarette JOB lui commande un château pour chacun de ses trois enfants. Pour son fils Justin, le château d'Aubiry à Céret. Pour l'une de ses filles, Camille, mariée à Charles Ducup de Saint-Paul, le château du Parc Ducup de Saint Paul, aux abords de Perpignan. Enfin, pour Jeanne, le château de Valmy (l'un des premiers bâtiments privés construits à partir d'une charpente en béton armé), sur les hauteurs d'Argelès. Jeanne est l'épouse de Jules Pams, figure de la politique catalane et de la IIIe République : avocat, ministre de l'Agriculture, adversaire malheureux de Raymond Poincaré à la présidence.
En raison de l'héritage archivistique fragmentaire de son œuvre, voici une liste non exhaustive de ses réalisations dans le département des Pyrénées-Orientales. 
Pour la ville de Perpignan : Maison Combe-Jacomet (6 rue Courteline) érigée en 1890, l'hôtel Drancourt (avenue de la gare), la Villa Les Tilleuls (actuel Musée Joseph-Puig à Perpignan), l'immeuble François Gibrat (actuel lycée privé Maso avenue des Palmiers), l'hôtel du bureau de Bienfaisance (rue Bardou Job à Perpignan), l'immeuble Parès (boulevard des Pyrénées), l'immeuble Pams-Bouvier (quai Vauban)…
Ailleurs dans le département des Pyrénées-Orientales : le temple protestant de Collioure, l'église des Saintes Hosties à Pézilla-la-rivière, le tombeau de Jules Pams à Port-Vendres et d'Auguste Estrade (riche propriétaire et inventeur en mécanique) à Canohès, le Grand hôtel du Casino ou l'hôtel Le Portugal à Vernet-les-bains, La Grange (lycée technique Alfred Sauvy) à Villelongue-dels-monts, le château de l'Esparrou à Canet, le château du Mas Del Rey à Canet, le château de Pourteils à Brouilla . Les villas : Rozès à St Hippolyte, Villeclare à Palau-del-Vidre, de la famille Lazerme à Elne, Jeanne d'Arc à Céret (qui a abrité un temps le restaurant Les Feuillants), Camille et Théré à Banyuls-sur-mer, L'Oasis à Argelès-sur-Mer l'établissement thermal de Thuès-les-bains, la maison de Jules Pams à Port-Vendres (actuel hôtel de ville).

### Œuvres principales

#### Châteaux
- Château d'Aubiry à Céret

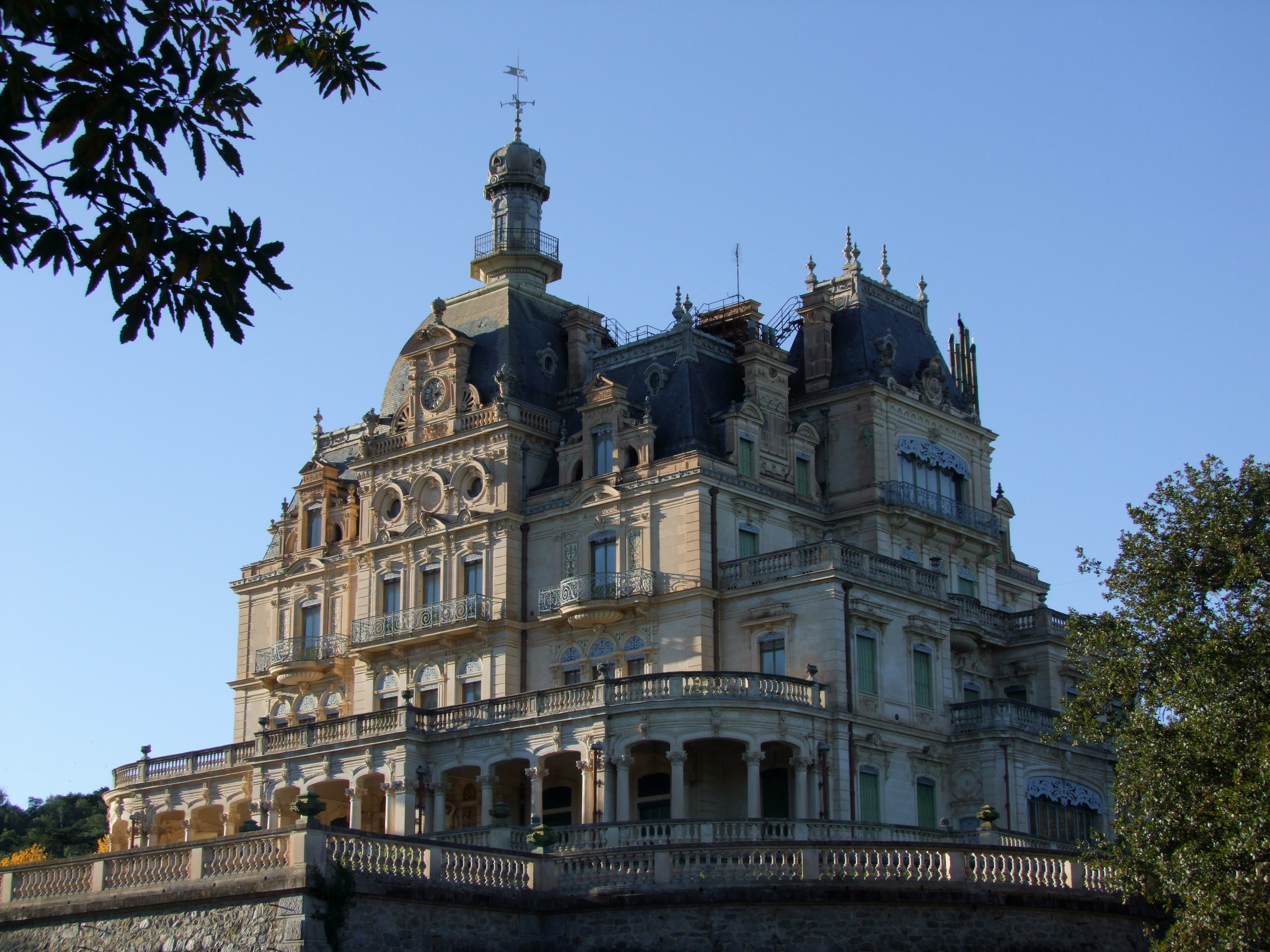
Le Château d'Aubiry beau en toute saison, là en automne.

- Château de l'Esparrou à Canet-en-Roussillon
- Château du Mas Rey à Canet-en-Roussillon
- Château du Parc Ducup à Perpignan
- Château de Saü à Thuir
- Château de Valmy  à Argelès-sur-Mer
- Château de Caladroy à Belesta

#### Immeubles et maisons à Perpignan
- Hôtel Drancourt, 21 avenue Général de Gaulle (1899)
- Villa des Tilleuls, 42 avenue de Grande Bretagne (aujourd'hui Musée des monnaies et médailles Joseph-Puig et bibliothèque municipale de quartier)
- Immeuble Bardou-Ribo, angle du Cours Lazare Escarguel
- Immeuble Gibrat, avenue des Palmiers
- Hôtel Pams-Bouvier, 39 quai Sébastien Vauban (1908)
- Hôtel de bienfaisance, 7 rue Justin Bardou-Job
- Maison Combe-Jacomet, 6 rue Courteline (1890)[10],[11],[12]

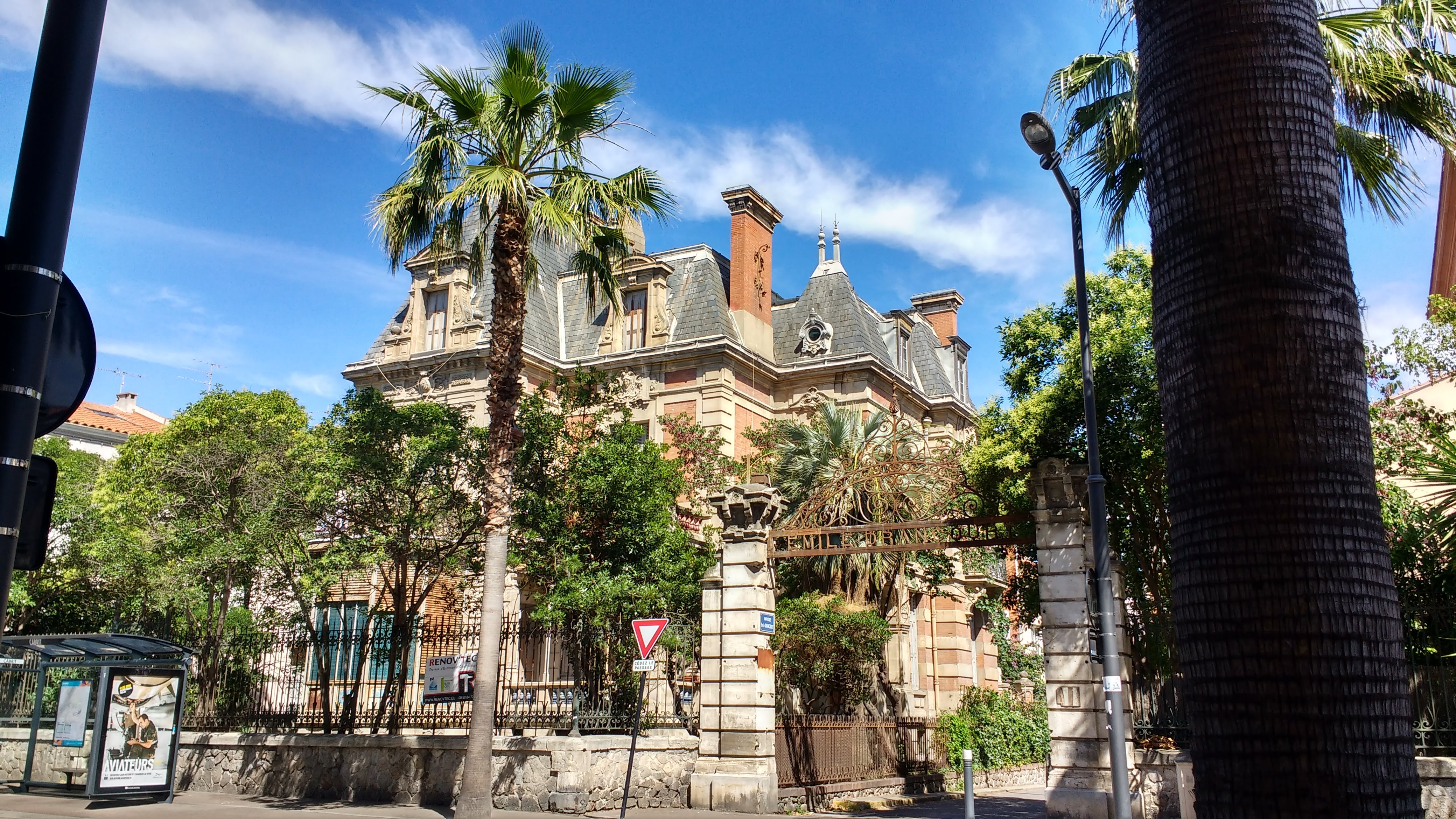
Hôtel Drancourt.
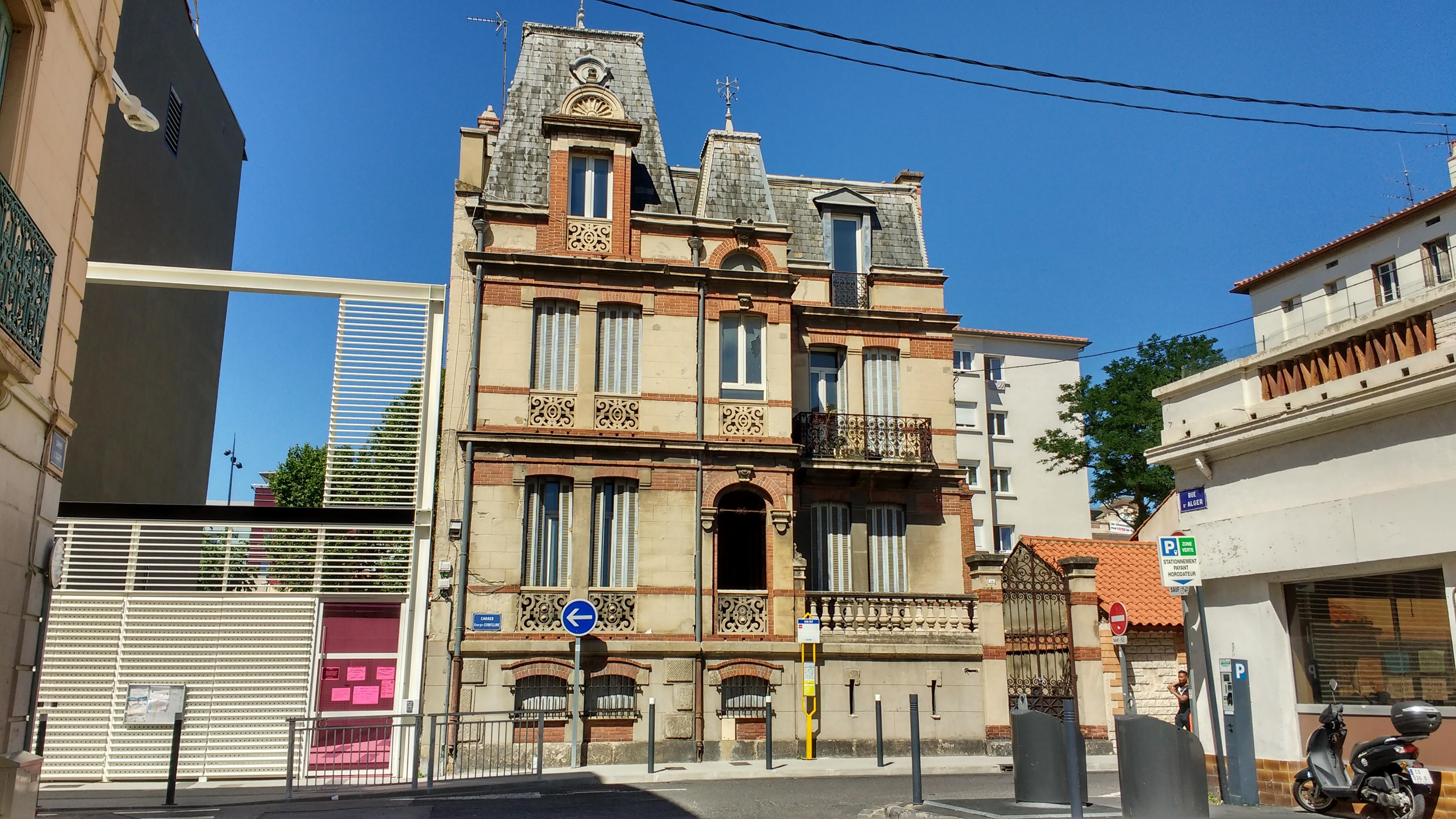
Maison Combe-Jacomet.

#### Autres
- Le casino de Vernet-les-Bains
- L'actuelle Hotel de ville de Port Vendre